# Guajará EC
Guajará EC is een Braziliaanse voetbalclub uit Guajará-Mirim in de staat Rondônia. 

## Geschiedenis
De club werd opgericht in 1952. Van 2008 tot 2001 speelde de club in de hoogste klasse van het Campeonato Rondoniense. In 2000 won de club de finale om het staatskampioenschap van Genus Rondoniense. Na een jaar onderbreking keerde de club terug voor seizoen 2003 en 2004. Daarna duurde het tot 2015 vooraleer de club terug naar de hoogste klasse kon keren. 

## Erelijst
Campeonato Rondoniense
2000